# I solitari
I solitari è un'opera in un atto di Carlo Coccia, su libretto di Gaetano Rossi. Fu rappresentata per la prima volta il 1º novembre 1811 al Teatro San Moisè di Venezia.
Gli interpreti della prima rappresentazione furono i seguenti:
| Personaggio | Interprete           |
| ----------- | -------------------- |
| Siffredi    | Luigi Raffanelli     |
| Ricardo     | Raffaele Monelli     |
| Oliviero    | Vincenzo Venturi     |
| Amalia      | Teresa Belloc-Giorgi |
| Josuè       | Filippo Galli        |

## Trama
«La Scena è nella solitudine e nel Bosco di Windson», in Scozia.
Sulla scena si vedono le casette dei Solitari. C'è un edificio gotico con la scritta:
I Solitari sono un gruppo di persone che vivono in meditazione appartati dal mondo, guidati da Siffredi. Tra di loro vi è Ricardo Derby, che nella solitudine cerca di dimenticare una donna da cui dice di essere stato tradito cinque anni prima.
Quella donna è Amalia, che giunge nel bosco dei Solitari con il servo Josuè, al quale ricorda la propria storia. Il suo fidanzamento con Derby fu rotto dal padre di lei, che era divenuto nemico di una fazione guidata dal padre del promesso sposo. Alla morte del padre, la madre di Amalia aveva cercato di darla in sposa ad un altro ma lei si era sempre opposta. Derby, però, era all'oscuro di ciò e credeva Amalia una traditrice. Da quando è morta sua madre, Amalia va girando per l'Europa in cerca di Derby.
Amalia vede un braccialetto, da poco buttato via da Ricardo, che ella gli aveva donato, e capisce che Ricardo è tra i Solitari. Vedendo la scritta sull'edificio, decide di chiedere asilo camuffandosi da uomo. Viene accolta, e alla prima occasione di restare sola con Ricardo, capito che egli ancora l'ama, si rivela. Ma proprio in quel momento giunge Siffredi, che fa arrestare Amalia: secondo le regole della congregazione dovrà essere proprio Ricardo, ultimo arrivato, a giustiziarla. Amalia accetta la sua sorte ma prima chiede di essere unita in matrimonio a Ricardo.
Quando dovrebbe avere luogo l'esecuzione di Amalia, Ricardo, turbato, rivela ai Solitari la propria casata, finora tenuta nascosta. Si scopre così che Siffredi è il padre di Amalia, che si nascondeva fingendosi morto perché il padre di Ricardo, suo nemico, lo aveva esiliato. Oliviero e gli altri Solitari cedono alla commozione: Amalia, ritrovato il padre, viene graziata e si potrà unire a Ricardo.

## Struttura musicale
- Sinfonia

### Atto Unico
- N. 1 - Introduzione Egli dorme: Sventurato! (Siffredi, Ricardo)
- N. 2 - Cavatina di Amalia Cara imago lusinghiera
- N. 3 - Duetto fra Amalia e Josuè Lo conosco... è desso... è il mio!
- N. 4 - Quartetto Ciel!... Che miro!... Quai sembianze! (Ricardo, Amalia, Josuè, Siffredi)
- N. 5 - Aria di Josuè Stava l'uomo nel soggiorno
- N. 6 - Aria di Ricardo Sapete che l'amo
- N. 7 - Aria di Amalia Caro oggetto del mio core
- N. 8 - Finale Josuè! Cos'è di te? (Josuè, Amalia, Ricardo, Oliviero, Siffredi)